# Eduard Georg von Wahl

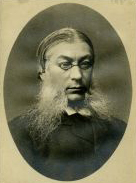
Eduard von Wahl

Eduard Georg von Wahl (* 19. Februarjul. / 3. März 1833greg. in Vatla, damals Landgemeinde Karuse, heute Landgemeinde Lääneranna, Estland; † 17. Januarjul. / 29. Januar 1890greg. in Tartu) war ein deutschbaltischer Mediziner.

## Leben und Wirken
Eduard von Wahl besuchte zunächst die private Lehranstalt Birkenruh in der Nähe des livländischen Wenden. Ab 1851 studierte er Mineralogie, Naturwissenschaften und Medizin an der Kaiserlichen Universität Dorpat. 1859 promovierte von Wahl zum Dr. med. Anschließend bildete er sich in Berlin und Paris fort, bevor er sich 1860 als Privatarzt in Sankt Petersburg niederließ, aber auch als Chirurg in Krankenhäusern arbeitete. Von 1867 bis 1876 war er Leiter der chirurgischen Abteilung des Oldenburger Kinder-Hospitals.
Eduard von Wahl wurde 1876 auf den Lehrstuhl für Staatsarzneikunde an der Universität Dorpat berufen. Er schenkte der Universität ein aus privaten Mitteln erworbenes Anwesen in Dorpat, das er zusammen mit Mitstreitern – trotz zahlreicher staatlicher und gesellschaftlicher Widerstände – 1877 zu einer psychiatrischen Klinik ausgebaute. 1878 wurde er zum Professor der Chirurgie ernannt. Später wurde von Wahl auch Leiter des chirurgischen Klinikums in Dorpat.
Neben seinem Spezialgebiet setzte sich von Wahl für die Bekämpfung von Lepra, Geschlechts- und Geisteskrankheiten ein, sowohl in der Medizin als auch auf dem Gebiet der Volksaufklärung. Weitere Forschungen galten der Rechtsmedizin. Von 1881 bis 1885 war von Wahl Rektor der Universität Dorpat.
Im Dezember 1889 wurde Eduard von Wahl bei einem Verkehrsunfall so schwer verletzt, dass er wenige Tage später an den Folgen verstarb. Sein Nachlass befindet sich heute in der Bibliothek der Universität Tartu.